# Tatort: Buntes Wasser
Buntes Wasser ist ein Fernsehfilm aus der Kriminalreihe Tatort der ARD und des ORF. Der Film wurde vom SFB produziert und am 13. Oktober 1996 erstmals ausgestrahlt. Es handelt sich um den dritten Fall des Ermittler-Duos Roiter und Zorowski und die 344. Tatort-Folge. Roiter und Zorowski müssen den Mord an einem ehemaligen NVA-Offizier sowie einen Giftmüllskandal und weitere Morde klären.

## Handlung
Familie Ahlert findet Simone Ahlerts Vater Heinz Thoben im Garten von dessen Haus erwürgt vor. Wertsachen fehlen keine, auch hatte der Tote offensichtlich keine Feinde. Der Tote war einst Oberstleutnant der NVA. Roiter und Zorowski suchen Olaf Ahlert, der ein steinreicher Immobilienmakler ist, in seiner Villa in Wannsee auf, als dieser gerade Geschäftspartner trifft, mit denen er einen Grundstückskauf in Afrika verhandelt. Ahlert erzählt den Beamten, dass er sich von Frau trennen und geschäftlich nach Afrika gehen wird, seine Villa steht zum Verkauf. Roiter und Zorowski treffen in Thobens Garten den Ex-Polizisten und Privatdetektiv Konrad Holz an, der dort Vandalismus betreibt. Dieser zeigt Roiter, weswegen er gegen den Toten ermittelt hatte, indem er ihm zum jungen Peter bringt. Der Junge ist durch Umweltgifte schwer an Krebs erkrankt, Peters Bruder Paul war ebenfalls erkrankt und aufgrund dessen eine Woche zuvor an einer harmlosen Rauferei mit Gleichaltrigen gestorben. Die beiden Jungen waren erkrankt, nachdem sie einen Sommer lang am Stadtrand von Berlin in einem Gebiet gespielt hatten, dass mit giftigen Rückständen der NVA verseucht war. Die Jungen hatten in einem See mit „buntem Wasser“ gebadet. Holz erklärt Roiter, dass Thoben für die Verseuchung verantwortlich war.
Zorowski recherchiert aus Holz‘ Unterlagen, die er seinen ehemaligen Kollegen überlassen hat, dass das Gebiet, in dem die Jungen gespielt und gebadet hatten, zu DDR-Zeiten militärisches Sperrgebiet war, dort wurde neben Rückständen der NVA auch Giftmüll aus West-Berlin gegen Devisen unter Vermittlung der Stasi verklappt. Thoben hat dafür mindestens 650.000 DM kassiert. Roiter und Zorowski entschließen sich, der Angelegenheit weiter auf den Grund zu gehen, da sie hier auch den Schlüssel zum Mord vermuten. Roiter trifft sich mit Holz, er meint, er hätte den Toten dazu bekommen können, auszusagen, doch Sylvia Ziller, die Mutter der beiden Jungen, hätte die Klage zurückgezogen, nachdem sie von den Hintermännern des Deals Geld bekommen hätte. Holz hatte herausbekommen, dass Thoben seine Tochter Simone früher sexuell missbraucht hatte, mit diesem Wissen wollte er ihn unter Druck setzen. In der Gaststätte, in der sich die beiden treffen, werden die Männer von einem Unbekannten belauscht, am nächsten Morgen liegt Holz tot in seinem Arbeitszimmer, er wurde mit der gleichen Schnur wie Thoben erwürgt, am Tatort wird ein Lederfetzen gefunden. Roiter und Zorowski suchen das Ehepaar Ahlert auf, Ahlert gibt vor, Holz nicht gekannt zu haben. Auf Nachfrage Roiters räumt er ein, vom sexuellen Missbrauch seiner Frau durch deren Vater zu wissen. Simones beste Freundin hatte es ihrem Mann Niemann erzählt, dieser war ein alter Kamerad Ahlerts. Von Giftmüllgeschäften seines Schwiegervaters habe er nichts gewusst.
Ahlert kontaktiert Torsten Lemke, den Mann aus der Kneipe, der Roiter und Holz beobachtet hatte. Er erzählt Ahlert, dass er Holz umbringen musste, da dieser ihn in der Kneipe erkannt habe. Ahlert instruiert seinen ehemaligen Untergebenen Lemke, der auf dem ehemaligen Truppenübungsplatz lebt, die Polizei abzulenken, wenn diese dorthin kommen sollten, er müsse noch einen Tag Zeit gewinnen. Kurz darauf tauchen Roiter und Zorowski tatsächlich dort auf und entdecken Giftmüll, doch Lemke überrascht die beiden und bedroht sie mit einer Waffe, danach entkommt Lemke den beiden. Zorowski kann in Erfahrung bringen, dass Ahlert Sicherheitsoffizier auf dem Truppenübungsplatz war und vom Giftmüllhandel gewusst haben muss. Roiter sucht Niemann auf, doch dieser kam kurz zuvor auf der Baustelle, auf der er arbeitete, unter ungeklärten Umständen ums Leben. Ahlert sucht Lemke auf und weist ihn an, unterzutauchen und kritisiert ihn auch dafür, dass er bei beiden Morden den gleichen Strick benutzt hatte. Lemke soll mit Ahlerts Pass nach Abu Dhabi ausreisen.
Der Lederfetzen aus Holz‘ Arbeitszimmer stammt möglicherweise von einer Motorradkombination, Roiter schließt daraus, dass der Mann, der ihn und Zorowski bedroht hatte und dabei eine Motorradkombination trug, auch Holz‘ Mörder ist. Ahlert bringt unterdessen im Depot des ehemaligen Truppenübungsplatzes eine Sprengladung an, um Lemke mit seinen Papieren sterben zu lassen, bevor er sich absetzt. Ziller sagt derweil Roiter und Zorowski gegenüber aus, dass Ahlert der Mann war, der ihr das Geld gegeben hatte. Die Beamten fahren in Ahlerts Villa und treffen dort Simone an, die den Beamten den Hinweis auf Lemke als Handlangers ihres Vaters und ihres Mannes gibt. Lemke kommt wie von Ahlert geplant bei der Explosion ums Leben, kurz bevor Roiter und Zorowski ihn aufsuchen können. Obwohl Roiters Kollegen bei Lemke Ahlerts Papiere finden, wird Roiter schnell klar, dass der Tote Lemke und Ahlert flüchtig ist. Roiter gibt die Fahndung nach Olaf Ahlert heraus und fährt mit Zorowski zum Flughafen Tegel. Dort können Roiter und Zorowski Ahlert festnehmen, doch plötzlich erscheint Simone Ahlert, die ihren Mann erschießt.

## Produktion
Der Tatort Buntes Wasser ist eine Produktion im Auftrag des SFB für Das Erste. Der Film wurde in Berlin und Umgebung gedreht. Bei seiner Erstausstrahlung am 13. Oktober 1996 hatte Buntes Wasser 7,63 Millionen Zuschauer, was einem Marktanteil von 22,1 % entspricht.
Die zwölf Filme des SFB mit Winfried Glatzeder wurden nicht auf herkömmlichen Filmmaterial aufgezeichnet, sondern mit Hilfe von Betacam-Videokameras, was eine Videoclip-Ästhetik der Filme zur Folge hatte, die vielfach kritisiert wurde. Auch der 1995 vom SFB produzierte Polizeiruf 110: Sieben Tage Freiheit wurde in diesem Format aufgezeichnet und ebenfalls kritisiert.

## Kritik
TV Spielfilm merkten an, dass „Knauserei des Senders SFB und luschige Drehbücher dafür [sorgten], dass Fans die 12 ‘Tatort’-Einsätze von Glatzeder zu den Tiefpunkten der Reihe zählen“. Sie beurteilte den Film mittelmäßig als „Kritische Story, armselig umgesetzt“.